# Rifugio Giogo Lungo
Il rifugio Giogo Lungo (in tedesco Lenkjöchlhütte) è un rifugio alpino situato a 2603 m s.l.m. di altitudine nel comune di Predoi, nella provincia autonoma di Bolzano, nel Parco naturale Vedrette di Ries-Aurina.
Il rifugio si trova a ridosso del valico che mette in comunicazione la Valle Rossa con la Valle del Vento, nell'alta Valle Aurina, fra il Picco dei Tre Signori (3499 m) e il Pizzo Rosso di Predoi (3495 m).

## Storia
Il rifugio fu costruito dalla sezione di Lipsia del DÖAV e venne inaugurato il 2 settembre 1897. Dopo la prima guerra mondiale, con il passaggio del Trentino-Alto Adige all'Italia, il rifugio divenne di proprietà del CAI di Brunico. Dal 2005 il rifugio appartiene alla provincia autonoma di Bolzano.

## Accessi
Si raggiunge da Casere attraverso la Valle Rossa (Röttal, segnavia n.11) oppure attraverso la Valle del Vento (Windtal, segnavia n.12). Entrambi i percorsi comportano 1000 metri di dislivello in salita e richiedono 3 ore e mezza di cammino. Difficoltà: E.

## Ascensioni
- Picco dei Tre Signori (3499 m)
- Pizzo Rosso di Predoi (3495 m)

## Traversate
- Al Rifugio Clara attraverso prima forcella del vento
- Al Rifugio Essener Rostocker attraverso la seconda forcella del vento